# (5560) Amytis
Pour les articles homonymes, voir Amytis.
(5560) Amytis est un astéroïde de la ceinture principale.

## Description
(5560) Amytis est un astéroïde de la ceinture principale. Il fut découvert le 27 juin 1990 à l'observatoire Palomar par Eleanor Francis Helin. Il présente une orbite caractérisée par un demi-grand axe de 2,29 UA, une excentricité de 0,11 et une inclinaison de 5,6° par rapport à l'écliptique.

## Compléments